# Piosenka dla Europy 2007
Piosenka dla Europy 2007 – polskie selekcje do 52. Konkursu Piosenki Eurowizji, który odbył się w Hartwall Arena w Helsinkach. Finał eliminacji odbył się 3 lutego 2007 roku w Studiu 5 w siedzibie Telewizji Polskiej przy ul. Woronicza 17 w Warszawie, wygrał w nim zespół The Jet Set z utworem „Time to Party”.

## Przebieg konkursu

### Zgłaszanie utworów
15 września 2006 roku ruszył proces zgłaszania utworów do siedziby polskiego nadawcy publicznego – Telewizji Polskiej (TVP). Wszystkie nadesłane propozycje musiały spełniać regulamin konkursu, przede wszystkim musiały posiadać tekst w języku polskim lub angielskim, trwać nie dłużej niż 3 minuty oraz nie mogły zostać opublikowane przed 1 października 2006 roku. Każdy artysta (nie mógł to być debiutant) mógł zgłosić tylko jedną piosenk. 15 listopada minął termin nadsyłania utworów – zgłoszono ich 79, z czego do finału eliminacji specjalna komisja sędziowska wybrała dziesięć z nich. W skład jury weszli: Gina Komasa (przewodnicząca jury), Piotr Klatt i Zygmunt Kukla. Ostatecznie do stawki konkursowej zakwalifikowali się następujący wykonawcy:
- Ania Szarmach („Open Your Mind”)
- Charizma („Emily”)[9]
- Button Hackers („On My Mind”)
- Vino („Come in My Heart”)
- Mollęda („No Second Chance”)
- The Jet Set („Time to Party”)
- Natasza Urbańska („I Like It Loud”)
- Hania Stach („Regroup”)
- Mikael Erlandsson („Love in the Air”)
- Bikini („Don’t Judge Me”)

Ogłoszono także nazwiska pięciu artystów, którzy znaleźli się na tzw. liście rezerwowej, czyli zajęli miejsca 11. do 15.:
- Lidia („It Must Be Love”)
- Zee („All That I Can Be”)
- Plastic („Wake Up with Your Music”)
- Kabri („Flow Like a Stream”)
- Sandra Oldenstam („Your Really Got Me Going”)

Wiadomo również, że chęć udziału wyrazili i/lub wysłali swoje propozycje też m.in.: Sara May („Tomorrow”), Gosia Andrzejewicz („Latino”), Patryk Smolarek („Nieprawdopodobny stan”), Queens („We’re The Queens”), Abra, Brathanki i Zuzanna Szreder.

### Prowadzący i goście specjalni
Początkowo mówiło się, że koncert finałowy poprowadzą Paulina Chylewska i Michał Figurski. Ostatecznie dziennikarza zastąpił Artur Orzech, wieloletni komentator Konkursu Piosenki Eurowizji dla TVP. W trakcie selekcji w charakterze ekspertów wystąpili: autor tekstów piosenek Jacek Cygan, kompozytor Grzegorz Skawiński, choreograf Agustin Egurrola oraz projektant mody Maciej Zień.
Organizatorzy planowali zaprosić na koncert zwycięzców Konkursu Piosenki Eurowizji: zespół Lordi, Rusłanę Łyżyczko i Helenę Paparizou, jednak plany nie doszły do skutku. Po zakończeniu części konkursowej z 20-minutowym recitalem wystąpił zespół Wilki.

## Wyniki

### Uczestnicy
Podczas selekcji 100% głosów należało do telewidzów, którzy głosowali za pomocą systemu audio-tele. Widzowie mogli głosować przez piętnaście minut po zakończeniu prezentacji ostatniego utworu konkursowego. Podczas finału podano jedynie zwycięzcę konkursu, bez uwzględnienia pozostałych miejsc ani liczby głosów oddanych na poszczególnego wykonawcę. Po finale ujawniono zdobywców drugiego i trzeciego miejsca.
| Lp. | Wykonawca         | Piosenka           | Język     | Miejsce | Suma |      |
| --- | ----------------- | ------------------ | --------- | ------- | ---- | ---- |
| 1   | Anna Szarmach     | „Open Your Mind”   | angielski | n.d.    | n.d. | n.d. |
| 2   | Charizma          | „Emily”            | angielski | n.d.    | n.d. | n.d. |
| 3   | Button Hackers    | „On My Mind”       | angielski | n.d.    | n.d. | n.d. |
| 4   | Vino              | „Come in My Heart” | angielski | n.d.    | n.d. | n.d. |
| 5   | Mollęda           | „No Second Chance” | angielski | n.d.    | n.d. | n.d. |
| 6   | The Jet Set       | „Time to Party”    | angielski | 1       | n.d. |      |
| 7   | Natasza Urbańska  | „I Like It Loud”   | angielski | 3       | n.d. |      |
| 8   | Hania Stach       | „Regroup”          | angielski | 2       | n.d. |      |
| 9   | Mikael Erlandsson | „Love in the Air”  | angielski | n.d.    | n.d. |      |
| 10  | Bikini            | „Don’t Judge Me”   | angielski | n.d.    | n.d. |      |

## Faworyt OGAE Polska
Członkowie Stowarzyszenia Miłośników Eurowizji OGAE Polska tuż przed koncertem Piosenki dla Europy 2007 wytypowali swoich faworytów. Poniżej zaprezentowany jest ogólny ranking członków stowarzyszenia, dotyczący wszystkich finalistów selekcji.
- Charizma – „Emily” (405 pkt.)
- Hanna Stach – „Regroup” (372 pkt.)
- Mollęda – „No Second Chance” (275 pkt.)
- Natasza Urbańska – „I Like It Loud” (262 pkt.)
- Vino – „Come in My Heart” (243 pkt.)
- Ania Szarmach – „Open Your Mind” (236 pkt.)
- Button Hackers – „On My Mind” (235 pkt.)
- The Jet Set – „Time to Party” (230 pkt.)
- Mikael Erlandsson – „Love in the Air” (208 pkt.)
- Bikini – „Don’t Judge Me” (202 pkt.)

## Oglądalność
Polskie selekcje „Piosenka dla Europy 2007” obejrzało średnio 3,0 miliona widzów (23,3% udziału na rynku w tym czasie antenowym). Część konkursową obejrzało 3,5 mln widzów, część artystyczną z udziałem zespołu Wilki – 2,7 mln widzów, zaś ogłoszenie wyników – prawie 3 mln widzów.